# Murrieta
Murrieta ist eine Stadt im Riverside County im US-Bundesstaat Kalifornien mit etwa 110.949 Einwohnern (Stand Volkszählung 2020) und einer Größe von 87,058 km². Sie ist eine der am schnellsten wachsenden Städte in Kalifornien. Benannt wurde sie nach ihrem Gründer Juan Murrieta.
Die Stadt ist seit 1991 unabhängig und seitdem zu einer bedeutenden Trabantenstadt geworden. Viele ihrer Einwohner arbeiten in Nachbarstädten oder nahegelegenen Countys. In unmittelbarer Nähe der Stadt befindet sich das Weinbaugebiet Temecula Valley AVA.

## Geographie
Murrieta liegt im Südwesten des Riverside Countys. Im Nordwesten grenzt die Stadt an Wildomar, im Südosten an Temecula und im Norden an Menifee. Im Osten und Südwesten schließt sich gemeindefreies Gebiet an. Von der Stadtfläche sind 86,964 km² Land- und 0,094 km² Wasserfläche.
Mit 103.466 Einwohnern (Stand: Volkszählung 2010) ist Murrieta die viertgrößte Stadt im Riverside County. Ihr Bevölkerungswachstum von 233,7 % von 2000 bis 2010 macht sie zu einer der am rasantesten wachsenden kalifornischen Städte. Im Jahr 2010 lag die Einwohnerzahl von Murrieta erstmals höher als die der Nachbarstadt Temecula, obwohl diese in der Vergangenheit größer war und wirtschaftlich eine stärkere Rolle gespielt hatte. Murrieta und Temecula bilden gemeinsam das südwestliche Ende der Metropolregion Inland Empire.
Die Stadt hat größtenteils den Charakter einer Wohngegend. Viele ihrer Bewohner sind Pendler und arbeiten im San Diego County, Orange County, Los Angeles County, dem Nachbarort Temecula oder der Marine Corps Base Camp Pendleton.

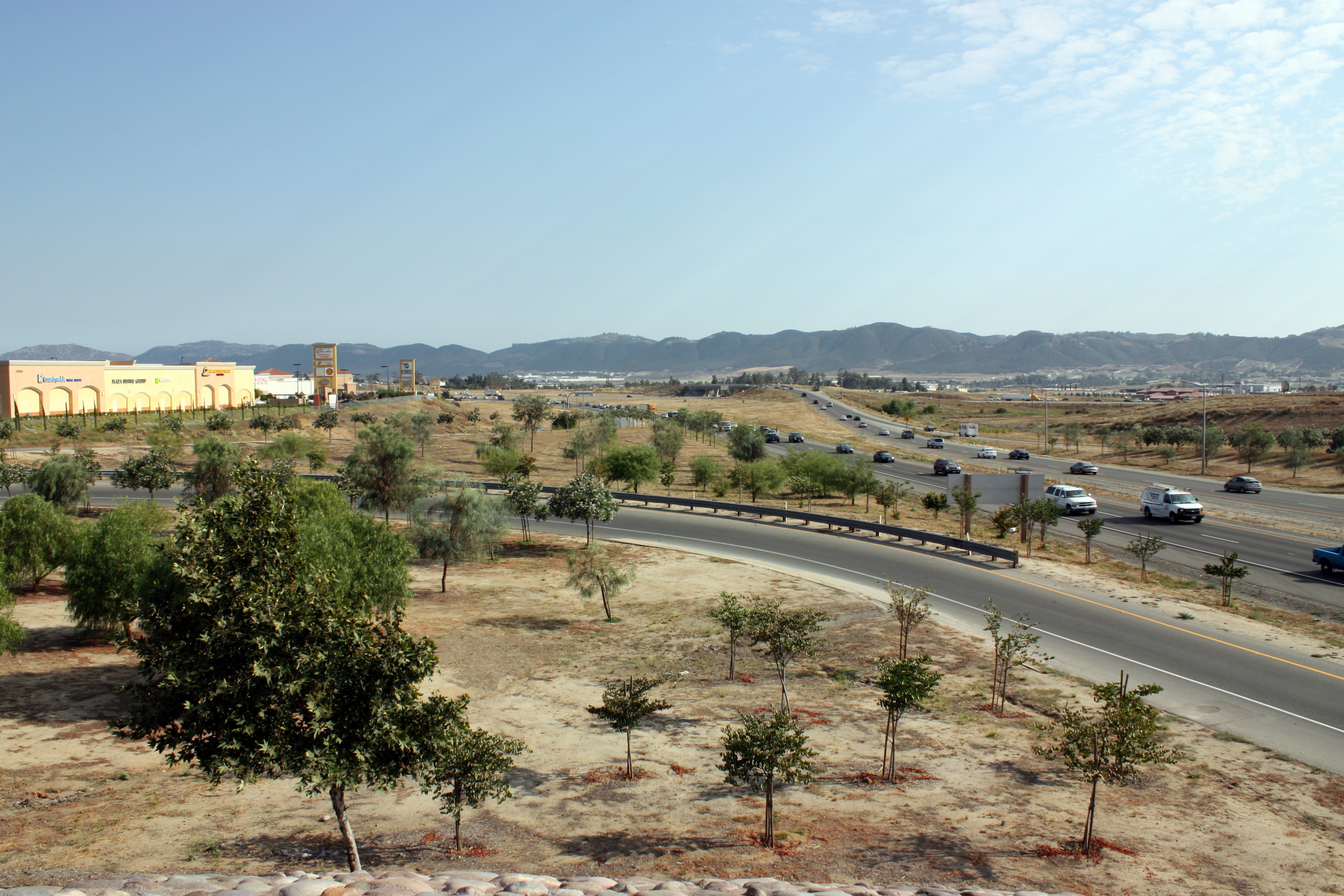
Autobahndreieck von Interstate 15 und Interstate 215 in Murrieta

### Infrastruktur
Murrieta liegt an zwei großen Highways: Die Interstate 15 führt von Südosten nach Nordwesten quer durch die Stadt, die Interstate 215 hat ihren Ursprung im Süden von Murrieta und bildet dort mit der Interstate 15 ein Autobahndreieck. Die I-215 fungiert als eine Nebenroute der I-15 und führt in nördlicher Richtung durch das Riverside County und San Bernardino County, ehe sie dort wieder mit der I-15 zusammentrifft. Eine weitere bedeutende Verkehrsanbindung besteht über die California State Route 79, die einen Teil der östlichen Grenze Murrietas bildet.
Murrieta soll an das Streckensystem des California High-Speed Rail angeschlossen werden. Aktuell ist der Bau eines Bahnhofs zwischen Murrieta und Temecula nahe dem Treffpunkt von Interstate 15 und 215 angedacht. Die Station soll täglich von 8000 Fahrgästen genutzt werden.

### Klima
Murrietas Klima ist mediterran. Im Durchschnitt entfallen auf ein Jahr 263 Sonnentage und 35 Regentage. Die Zeit von April bis November ist trocken und warm bis heiß mit Höchsttemperaturen von 25 bis 33 °C und Tiefsttemperaturen von 7 bis 16 °C. Von November bis März ist es regnerischer. Der jährliche Niederschlag beträgt im Durchschnitt 395 mm. Die häufigste Niederschlagsquelle sind leichte Regenschauer, jedoch gibt es auch Gewitter und starken Regenfall. Schneefall kommt in der Stadt selbst so gut wie nie vor, allerdings teilweise in nahen Gebirgen.
In Murrieta kann mit dem Mikroklima ein spezielles Wetterphänomen beobachtet werden; so können die Temperaturen von der Küste ins Inland um bis zu 10 °C variieren.
|                        | Jan  | Feb  | Mär  | Apr  | Mai  | Jun  | Jul  | Aug  | Sep  | Okt  | Nov  | Dez  |   |       |
| Mittl. Temperatur (°C) | 11,3 | 11,3 | 13,5 | 14,8 | 17,3 | 19,5 | 23,4 | 23,6 | 22,1 | 17,7 | 14,2 | 10,8 | ⌀ | 16,7  |
| Mittl. Tagesmax. (°C)  | 19,5 | 19,1 | 22,0 | 23,0 | 25,5 | 28,1 | 32,2 | 32,9 | 31,7 | 26,4 | 22,8 | 18,7 | ⌀ | 25,2  |
| Mittl. Tagesmin. (°C)  | 4,7  | 5,0  | 7,0  | 8,7  | 11,0 | 12,6 | 16,3 | 16,1 | 14,4 | 11,2 | 7,5  | 4,5  | ⌀ | 9,9   |
|                        |      |      |      |      |      |      |      |      |      |      |      |      |   |       |
| Niederschlag (mm)      | 69,0 | 89,3 | 27,9 | 18,9 | 6,5  | 0,1  | 1,6  | 0,3  | 2,8  | 30,5 | 30,3 | 82,1 | Σ | 359,3 |

| 4,7 |

| 5,0 |

| 7,0 |

| 8,7 |

| 11,0 |

| 12,6 |

| 16,3 |

| 16,1 |

| 14,4 |

| 11,2 |

| 7,5 |

| 4,5 |

| 4,7 |

| 5,0 |

| 7,0 |

| 8,7 |

| 11,0 |

| 12,6 |

| 16,3 |

| 16,1 |

| 14,4 |

| 11,2 |

| 7,5 |

| 4,5 |

## Geschichte
Die meiste Zeit seiner Vergangenheit war Murrieta nur dünn besiedelt. Der Spanier Esequial Murrieta kaufte die Rancho Pauba und Rancho Temecula, die zusammen 210 km² umfassten, um in Kalifornien eine Schafzucht zu eröffnen. Er kehrte jedoch nach Spanien zurück und übergab sein Land an seinen jüngeren Bruder Juan, der 1873 über 100.000 Schafe in das heutige Murrieta brachte. Für andere Unternehmer wurde die Gegend ebenfalls interessant, so wurde 1882 ein Eisenbahndepot in Murrieta errichtet, das die Stadt an das Streckennetz der California Southern Railroad anschloss. 1890 lebten ungefähr 800 Menschen in Murrieta. Heute ist ein Teil dieses Gebietes Standort einer Bibelschule mit Tagungszentrum der Calvary Chapel, die mehrere Millionen US-Dollar in das Projekt investiert hat. Unter anderem wegen Thermalquellen in Murrieta war der Tourismus eine wichtige Einnahmequelle. Als 1935 der Eisenbahnverkehr eingestellt wurde, kamen auch weniger Touristen. Nach deren Fernbleiben wurde aus Murrieta eine kleine, ländliche Ortschaft.
Obwohl zuvor noch der U.S. Highway 395 durch Murrieta geführt hatte, dauerte es bis in die frühen 1980er Jahre, ehe die Stadt von einem neuen Aufschwung erfasst wurde. Ab den späten 1980er Jahren wurde Murrieta durch mehrere Vororte erweitert. Zuzug vor allem aus dem San Diego County und dem Orange County sowie aus anderen Gebieten innerhalb des Riverside Countys sorgte für ein sprunghaftes Bevölkerungswachstum: die Einwohnerzahl stieg von 2200 im Jahr 1980 auf über 24.000 im Jahr 1991. Eine unter dem Eindruck dieses Wachstums ins Leben gerufene Kampagne führte am 1. Juli 1991 zur Erhebung Murrietas als eigenständige City.
2010 war Murrieta mit 103.466 Einwohnern die größte Stadt im südwestlichen Riverside County.
Im Februar 2011 erregte Murrieta Aufmerksamkeit, nachdem zwei evangelische Pastoren wegen öffentlichem Vorlesens aus der Bibel von einem Polizisten verhaftet worden waren. Die Pastoren beriefen sich auf den 1. Zusatzartikel zur Verfassung der Vereinigten Staaten und wurden am 13. August 2013 freigesprochen.

## Politik
Murrieta ist Teil des 28. Distrikts im Senat von Kalifornien, der momentan vom Demokraten Ted Lieu vertreten wird, und dem 67. Distrikt der California State Assembly, vertreten von der Republikanerin Melissa Melendez. Des Weiteren gehört Murrieta Kaliforniens 42. Kongresswahlbezirk an, der einen Cook Partisan Voting Index von R+10 hat und vom Republikaner Ken Calvert vertreten wird.

## Bildung
Murrieta hat mit der Murrieta Valley High School, der Vista Murrieta High School und der Murrieta Mesa High School drei Highschools (9. bis 12. Klasse), mit der Shivela Middle School, der Thompson Middle School, der Warm Springs Middle School und der Dorothy McElhinney Middle School vier Middleschools (5. bis 8. Klasse) und elf Elementary Schools (1. bis 4. Klasse). Zudem gibt es in Murietta die Murrieta Public Library, die Creekside High School, die eine Continuation High School ist, und das Mt. San Jacinto Community College.

## Persönlichkeiten

### Söhne und Töchter der Stadt
- Rickie Fowler (* 1988), Golfspieler
- Olivia Rodrigo (* 2003), Sängerin

### Mit Murrieta verbundene Persönlichkeiten
- Lindsay Davenport (* 1976), Tennisspielerin, besuchte die Murrieta Valley High School
- Tyree Washington (* 1976), Leichtathlet, lebt in Murrieta